# Золотые Ворота (мост)

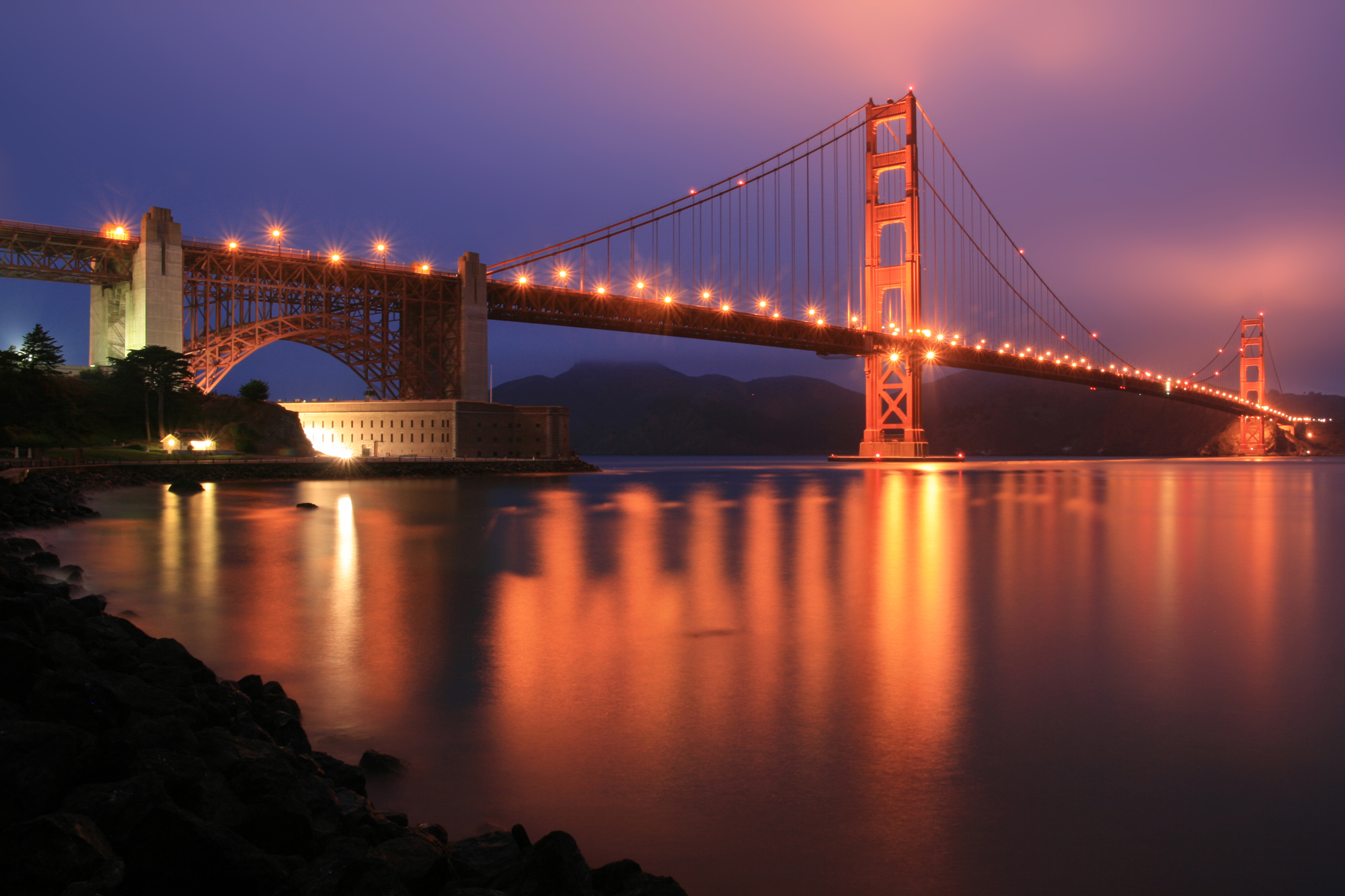
Мост ночью

Мост Золоты́е Воро́та (англ. the Golden Gate Bridge) — висячий мост через пролив Золотые Ворота. Он соединяет город Сан-Франциско на севере полуострова Сан-Франциско и южную часть округа Марин, рядом с пригородом Сосалито. Один из самых узнаваемых мостов в мире. Был самым большим висячим мостом в мире с момента открытия в 1937 году и до 1964 года.

## История

### Паромная переправа
До постройки моста единственным коротким маршрутом между Сан-Франциско и нынешним округом Марин был путь на лодке через воды залива Сан-Франциско. Паромное сообщение началось ещё в 1820 году, а регулярным оно стало в 1840-х годах в целях транспортировки воды в Сан-Франциско.
В 1867 году Sausalito Land and Ferry Company (Сухопутная и паромная компания Саусалито) создала специальную службу, которая со временем переросла в Golden Gate Ferry Company (Паромная компания «Золотые ворота»), дочернюю фирму Southern Pacific Railroad. К концу 1920-х годов Golden Gate Ferry Company была крупнейшей фирмой по количеству паромных операций. Автомобильные паромы стали очень выгодным и важным фактором для экономики региона.
Паромная переправа между Hyde Street Pier в Сан-Франциско и Сосалито в округе Марин занимала примерно 20 минут и стоила 1 доллар за автомобиль, впоследствии цена была снижена, чтобы конкурировать с новым мостом. Поездка от паромного порта Сан-Франциско занимала 27 минут.
Многие желали, чтобы был построен мост, который соединил бы Сан-Франциско с округом Марин.  Сан-Франциско к тому времени был самым крупным американским городом, который обслуживался преимущественно паромами. Потому, из-за отсутствия постоянной связи с населёнными пунктами в других частях области залива, темпы роста города были ниже, чем в среднем по стране. Многие эксперты, тем не менее, считали, что мост не мог быть построен над проливом в 6700 футов (2042 м) с его сильными и сильно закрученными приливами, глубиной 372 футов (113 м) в центре канала, и частыми сильными ветрами. По их же мнению, свирепые ветра и сильные туманы помешали бы строительству и эксплуатации.

### Строительство
Строительство моста началось 5 января 1933 года и продолжалось более 4 лет.
Первоначальный проект моста подготовили инженер Джозеф Страусс и консультант архитектор Ирвинг Морроу, который использовал в дизайне элементы стиля ар-деко. Страусс руководил строительством моста, но в реальности мост спроектировали и выполнили все математические вычисления для моста иммигрант из Риги Лев Моисеев (англ. Leon Solomon Moisseiff), который также спроектировал Манхэттенский мост в Нью-Йорке, и Чарльз Альтон Эллис, но из-за плохих отношений между ними и Джозефом Страуссом их имена не фигурируют в истории строительства моста и не вписаны в табличку строителей моста на южной башне.
27 мая 1937 года в 6 часов утра мост Золотые Ворота открыли — для пешеходов. Первые 12 часов он принадлежал только им. На следующий день по сигналу президента Рузвельта, поступившему из Белого дома, на мост въехали первые автомобили.
В 1987 году, когда мосту исполнилось 50 лет, состоялось специальное празднование. По такому случаю хотели даже перекрыть движение по мосту, чтобы все участники праздника могли по нему пройтись. В воскресенье, 24 мая 1987 г., во время празднования по мосту прошло приблизительно 300 тыс. человек.

## Автомобильное движение
Как единственный выезд из Сан-Франциско на север, мост Золотые Ворота является частью как федерального шоссе 101, так и шоссе штата Калифорния 1. Автомобильное движение по мосту осуществляется по шести полосам. В среднем по мосту проезжают сто тысяч автомобилей в сутки. Количество полос в каждую сторону меняется в зависимости от потока машин с помощью подвижного сплошного барьера между полосами, который перемещается специальной техникой несколько раз в день в соответствии с интенсивностью движения. Ранее до установки полосы случались аварии, когда машина выезжала на встречную полосу и сталкивалась со встречным движением. Строительство передвижной разделительной полосы для защиты от таких аварий было завершено 11 января 2015 года после закрытия моста для движения частных автомобилей на 45,5 часов (самого долгого закрытия движения в истории моста). Новая система барьеров стоила около 30,3 млн долл. США.

## Оплата
С 2011 года плата за проезд по мосту в южном направлении легковыми автомобилями была повышена с 5 до 6 долларов (5 долларов при оплате через электронную систему «Fastrak»). Движение в северном направлении бесплатно. Бесплатно пропускаются кареты скорой помощи, полицейские и пожарные автомобили в обоих направлениях.
Пешеходы и велосипедисты могут двигаться по мосту бесплатно.

## Работы по окраске моста
Изначально мост был окрашен с использованием грунтовки на базе свинцового сурика и наружного слоя на основе свинца и подкрашивался по необходимости. В середине 1960-х годов началась программа по улучшению защиты от коррозии, в которую входило удаление старой краски и переокраска моста с использованием грунтовки на базе силиката цинка и наружного слоя на базе винила. С 1990 года по причинам, связанным с требованиями к качеству воздуха, для наружного слоя используется акриловая эмульсия. Программа была завершена в 1995 году, и теперь мост обслуживается командой из 38 маляров, которые подкрашивают места, наиболее страдающие от коррозии.

## Самоубийства

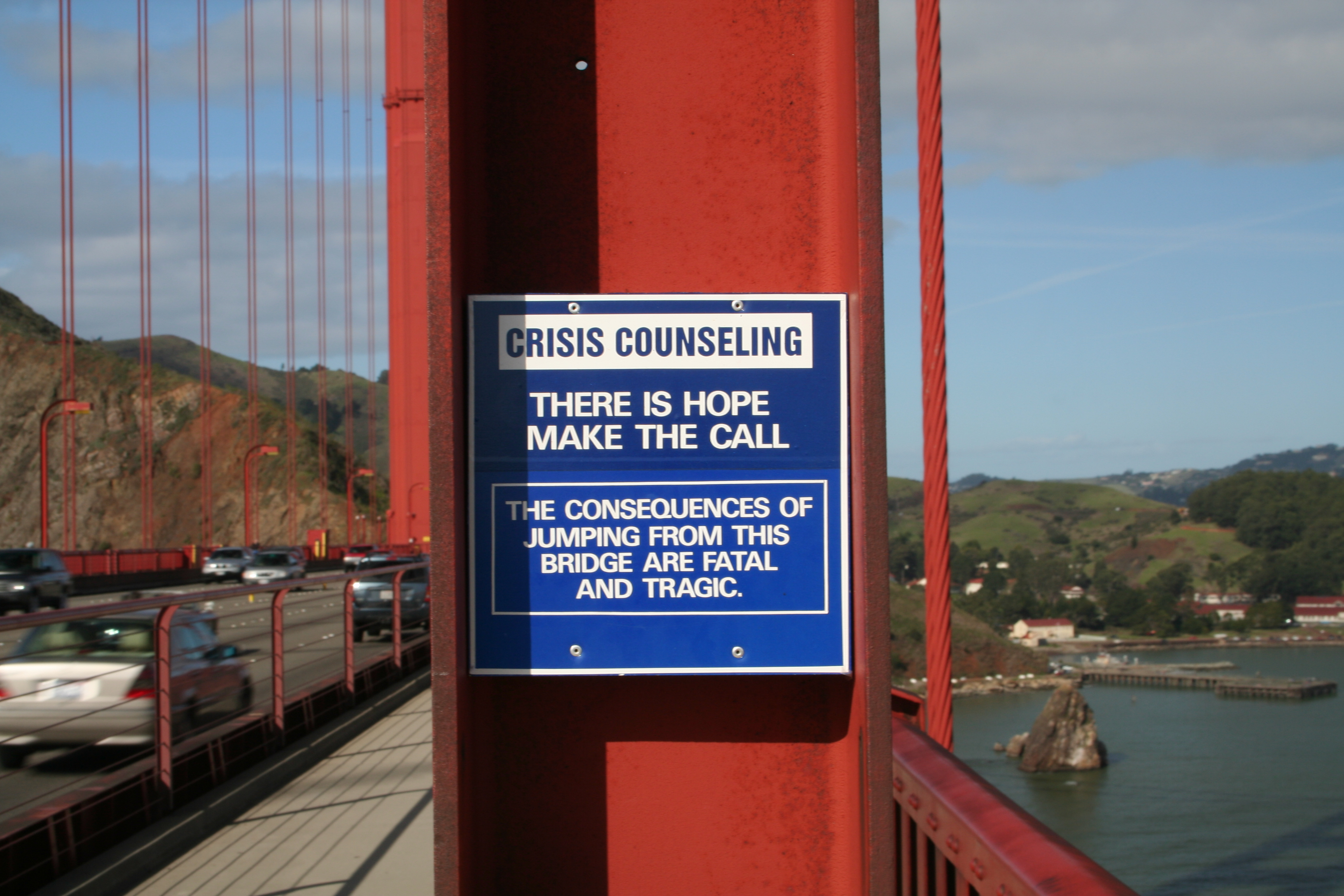
Антисуицидальная табличка. Надпись: «Надежда есть. Позвони. Последствия прыжка с этого моста фатальны и трагичны»

Мост Золотые Ворота также печально известен как место самоубийств и является одним из самых популярных мест у самоубийц в мире. За ним следует лес Аокигахара в Японии. В среднем на этом мосту происходят самоубийства каждые две недели.
Самое первое известное самоубийство произошло спустя три месяца после открытия моста, когда в августе 1937 года в залив спрыгнул 47-летний ветеран Первой мировой войны Гарольд Уоббер. Согласно прессе, Уоббер был психически болен из-за контузии в голову на войне.
За более чем семь десятилетий существования моста по неофициальным данным более 1200 человек покончили с жизнью, бросившись с него в воду (официальный подсчёт был прекращён в 1995, когда число самоубийц превысило 1000). 1995 год оказался своего рода рекордным: 45 самоубийц — больше, чем за три любых предыдущих года с момента открытия. В 2006 были обнаружены 34 самоубийцы, спрыгнувшие с моста. Кроме того, 4 самоубийства видели, но тел обнаружить не удалось. «Рекордное» число суицидов в течение одного месяца произошло в августе 2013 — 10 случаев. Было также найдено ещё несколько тел, которые, возможно, принадлежат спрыгнувшим с моста самоубийцам, но этому не было найдено точных доказательств. Калифорнийская патрульная служба за год снимает с моста около 70 собирающихся покончить с собой людей.

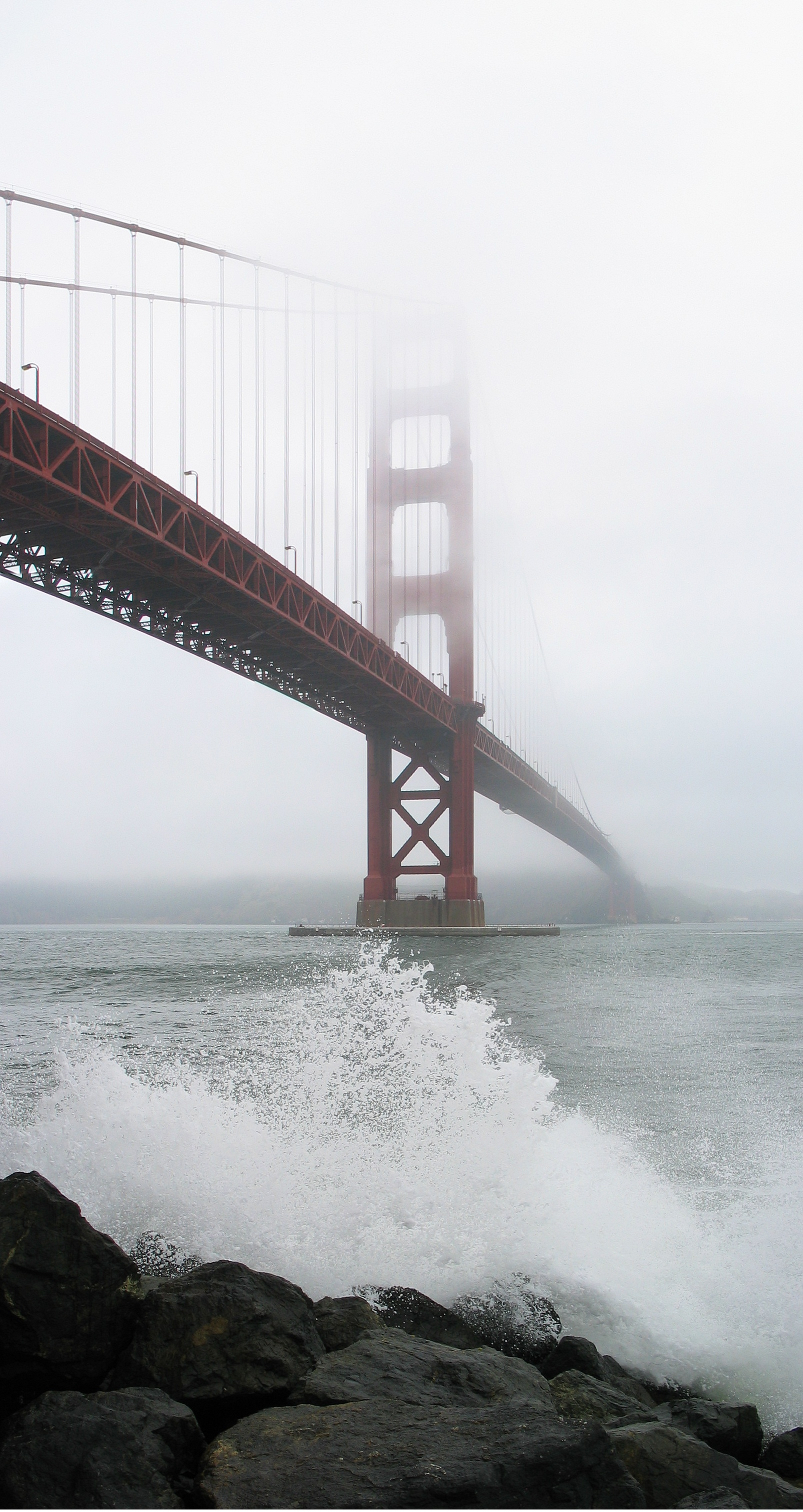
Мост во время тумана

Самыми юными жертвами моста сегодня являются 5-летняя Мэрилин Демонт (спрыгнула вместе со своим отцом, 37-летним установщиком лифтов, Августом летом 1945 года) и 3-летняя Келли Пэйдж (28 января 1993 года она была сброшена с моста своим отцом Стивеном, который затем спрыгнул сам, а ранее в тот же день застрелил насмерть мать Келли, с которой был в разводе). И если в случае с Пэйдж решение покончить с собой принадлежало только отцу (следствие не обнаружило доказательств того, что у Стивена Пэйджа в предшествующие дни наблюдались суицидальные наклонности, но была обнаружена его предсмертная записка, согласно которой самоубийство и убийство бывшей жены были спланированы им заранее), то в случае с Демонт расследование показало, что ребёнок делал всё осознанно (в машине её отца была найдена предсмертная записка с единственной фразой: «Мы с дочерью покончили с собой»).
Точное число самоубийств установить невозможно, поскольку не всегда находились свидетели (из-за частых туманов либо из-за того, что самоубийство совершалось ночью). Известны случаи, когда люди специально приезжали в Сан-Франциско для того, чтобы спрыгнуть с моста, и могли доехать до пункта назначения на автобусе или такси. Полиция иногда находит на ближайшей парковке брошенные машины, взятые напрокат. Течение под мостом очень сильное, и некоторых спрыгнувших, несомненно, унесло в открытое море ещё до того, как их кто-либо увидел. Температура воды может опускаться до 8 °C.
75-метровое падение с моста длится 4 с. Тело ударяется о воду на скорости более 100 км/ч, что почти всегда смертельно. Большинство выживших после удара умирает от повреждений внутренних органов или переохлаждения.
По данным на 2006 год, из всех прыгнувших с моста выжило лишь 26 человек. Все они входили в воду ногами вперед. Большинство из них получило множественные внутренние повреждения и переломы костей.
Зафиксирован только один случай, когда человеку удалось, спрыгнув с моста, избежать серьёзных травм: в 1985 году 16-летний рестлер спрыгнул с моста и сам доплыл до берега; говорят, что его первые слова были: «Я ничего не могу сделать как следует». Известен случай, когда в 1979 году один молодой человек выжил после прыжка, доплыл до берега и сам приехал в больницу. От удара о воду у него треснуло несколько позвонков. Девушка из Пидмонта, штат Калифорния, возможно, является единственным человеком, которая прыгала с моста дважды: в 1988 году она была спасена из воды, госпитализирована из-за травм, но после лечения она спрыгнула снова, и на этот раз прыжок закончился смертью.
В апреле 2011 года 16-летняя девушка совершила прыжок с моста и осталась жива. Как сообщает Береговая охрана США и служба противопожарной охраны города Сан-Франциско, девушка спрыгнула с высоты 61 м и пробыла в ледяной воде 20 мин. Девушка была госпитализирована в больницу Марин.

Обсуждались различные методы сокращения числа самоубийств. Одна из идей — закрывать на ночь проход для пешеходов, разрешая проезд велосипедистам и отслеживая их проезд с помощью электронно-контролируемых ворот. 

Автомобильное движение по ночному мосту

Предложения о сооружении антисуицидального ограждения не имели успеха по причине технической сложности, высокой стоимости и общественной оппозиции. Предположительная стоимость ограждения — 15-20 млн долларов. 27 января 2005 года представители администрации моста в восьмой раз подняли вопрос о строительстве ограждения в комитете по строительству и эксплуатации моста, указывая на повышенное внимание к проблеме со стороны прессы и общественности.
11 марта 2005 года совет директоров моста Золотые Ворота проголосовал 15 голосами против одного за одобрение двухлетнего плана по исследованию возможности ограждения стоимостью 1,78 млн долларов. Сторонники проекта приводят пример Эмпайр-стейт-билдинг и Эйфелевой башни, где строительство ограждения свело количество самоубийств до нуля, в то время как противники плана приводят аргументы о том, что ограждение будет эстетически неприглядным, дорогим и попросту перенесёт место самоубийства в другое место.
После терактов 11 сентября 2001 года в отношении моста Золотые Ворота, являющегося местной достопримечательностью и одним из символов США, были введены повышенные меры безопасности с задействованием Национальной гвардии. В апреле 2004 года губернатор Калифорнии А. Шварценеггер из экономических соображений распорядился снять охрану. Посты Национальной гвардии, размещавшиеся на мосту и вокруг него, были ликвидированы, и сейчас мост патрулирует местная полиция и сотрудничающие с ней охранные структуры.
Вдоль пролёта моста установлены специальные телефоны, по которым потенциальные самоубийцы могут связаться с центром кризисного консультирования. Надписи возле этих телефонов сообщают: «There is hope. Make the call. The consequences of jumping from this bridge are fatal and tragic». («Надежда есть. Позвони. Последствия прыжка с этого моста фатальны и трагичны»).
Есть два документальных фильма, освещающих тему самоубийств на мосту Золотые Ворота: «Мост» (2006) и «Радость жизни» (2005).

## Технические характеристики
Общая длина моста — 2737 м, длина основного пролёта — 1280 м, высота опор — 227,4 м над водой, масса всей конструкции — 894 500 т. Высота проезжей части над поверхностью воды во время прилива составляет 67 м. Дорожное полотно держится тросовыми подвесками на двух также тросовых кабелях, одетых в стальной кожух. Их диаметр равен 924 мм, масса — 24 500 т, и они состоят из более чем 27 тыс. стальных жил, общая длина которых около 128 тыс. км (3 раза по экватору Земли).

## Интересные факты
Опорные быки моста упираются в мыс, на котором Кончита ожидала возвращения возлюбленного Николая Резанова. А в соседнем парке «Пресидио оф Сан-Франциско» в музее на территории военной базы 6-й армии можно увидеть макет военного поселения, каким оно было 200 лет назад и две маленькие фигурки на мысе у входа в бухту Сан-Франциско — это Николай Резанов и Кончита.